# Bibasis anadi
Bibasis anadi is een vlinder uit de familie van de dikkopjes (Hesperiidae). De wetenschappelijke naam van de soort is voor het eerst geldig gepubliceerd in 1883 door Lionel de Nicéville. Deze soort wordt wel tot de Burara-soortengroep gerekend.